# ساسان حسینی
ساسان حسینی (زادهٔ ۱۵ اسفند ۱۳۷۷) بازیکن فوتبال اهل ایران است که در پست مهاجم برای باشگاه فوتبال آلومینیوم اراک در لیگ برتر فوتبال ایران بازی می‌کند.